# Anastasija Hotfrid
Anastasija Serhiїvna Hotfrid, nata Anastasija Serhiїvna Romanova (in georgiano ანასტასია გოტფრიდი?, Anast'asia Got'pridi; in ucraino Анастасія Сергіївна Романова-Готфрід?; Snižne, 25 aprile 1996), è una sollevatrice ucraina naturalizzata georgiana, campionessa mondiale ed europea, attiva nelle categorie dei pesi massimi (fino a 90/87 kg.) e dei pesi supermassimi (oltre 75/87 kg.).

## Carriera
Anastasija Serhiїvna Romanova è nata in Ucraina in una famiglia di sportivi, iniziando la pratica del sollevamento pesi sotto la guida di suo padre, ed è sposata con l'ex sollevatore ucraino campione mondiale Denys Hotfrid.
Nel 2015, a causa di divergenze con lo staff tecnico della squadra nazionale ucraina di sollevamento pesi, si è trasferita in Georgia, prendendone la cittadinanza.
L'anno seguente ha gareggiato per il suo nuovo Paese ai Campionati europei di Førde nella categoria dei pesi supermassimi (oltre 75 kg.), classificandosi al 2º posto finale con 249 kg. nel totale, venendo poi avanzata alla medaglia d'oro nel 2019 a seguito della squalifica postuma per doping dell'armena Hripsime Khurshudyan, vincitrice di quella gara.
Ha partecipato alle Olimpiadi di Rio de Janeiro 2016, terminando al 12º posto finale con 248 kg. nel totale.
Nel 2017 ha conseguito il più grande successo della sua carriera, vincendo la medaglia d'oro nella nuova categoria dei pesi massimi (fino a 90 kg.) ai Campionati mondiali di Anaheim con 265 kg. nel totale.
Un anno dopo ha vinto il suo secondo titolo europeo ai Campionati europei di Bucarest con 256 kg. nel totale.
È ritornata su un podio europeo nel 2022, in occasione dei Campionati europei di Tirana, ottenendo la medaglia di bronzo nella nuova categoria dei pesi massimi (fino a 87 kg.) con 235 kg. nel totale.
L'anno successivo, passando alla categoria superiore dei pesi supermassimi (oltre 87 kg.), ha vinto la medaglia d'argento ai Campionati europei di Erevan con 252 kg. nel totale.
Nel 2024 ha confermato la medaglia d'argento ai Campionati europei di Sofia con 257 kg. nel totale.